# Coppa del Principe della Corona del Kuwait
La  Kuwait Crown Prince Cup è una competizione calcistica del Kuwait che si svolge annualmente.
La prima edizione della competizione si è svolta nel 1994. L'attuale detentore del titolo e l'Al-Arabi che detiene anche il maggior numero di titoli conquistati insieme all'Al-Qadisiya e all'Kuwait SC con 9 titoli vinti.

## Albo d'Oro
| Stagione | Campione    | Risultato     | Finalista   |
| -------- | ----------- | ------------- | ----------- |
| 1994     | Kuwait SC   | ?             | ?           |
| 1995     | Kazma       | ?             | ?           |
| 1996     | Al-Arabi    | ?             | ?           |
| 1997     | Al-Arabi    | ?             | ?           |
| 1998     | Al-Qadisiya | ?             | ?           |
| 1999     | Al-Arabi    | ?             | ?           |
| 2000     | Al-Arabi    | ?             | ?           |
| 2001     | Al-Salmiya  | ?             | ?           |
| 2002     | Al-Qadisiya | ?             | ?           |
| 2003     | Kuwait SC   | 3-0           | Al-Arabi    |
| 2004     | Al-Qadisiya | 2-1           | Kuwait SC   |
| 2005     | Al-Qadisiya | 1-1 (3-1 dtr) | Kuwait SC   |
| 2006     | Al-Qadisiya | 2-2 (3-1 dtr) | Kuwait SC   |
| 2007     | Al-Arabi    | 1-0           | Kazma       |
| 2008     | Kuwait SC   | 1-0           | Al-Qadisiya |
| 2009     | Al-Qadisiya | 2-1           | Kuwait SC   |
| 2010     | Kuwait SC   | 2-2 (3-2 dtr) | Al-Arabi    |
| 2011     | Kuwait SC   | 1-0           | Khitan      |
| 2012     | Al-Arabi    | 0-0 (4-1 dtr) | Al-Qadisiya |
| 2013     | Al-Qadisiya | 3-1           | Al-Arabi    |
| 2014     | Al-Qadisiya | 2-1           | Al-Arabi    |
| 2014-15  | Al-Arabi    | 4-2 (dts)     | Kuwait SC   |
| 2015-16  | Al-Salmiya  | 1-0           | Kuwait SC   |
| 2016-17  | Kuwait SC   | 1-1 (5-3 dtr) | Al-Qadisiya |
| 2017-18  | Al-Qadisiya | 0-0 (6-5 dtr) | Kuwait SC   |
| 2018-19  | Kuwait SC   | 1-0           | Al-Qadisiya |
| 2019-20  | Kuwait SC   | 0-0 (3-2 dtr) | Al-Arabi    |
| 2020-21  | Kuwait SC   | 2-1           | Al-Qadisiya |
| 2021-22  | Al-Arabi    | 1-1 (5-4 dtr) | Kuwait SC   |
| 2022-23  | Al-Arabi    | 2-2 (4-1 dtr) | Al-Salmiya  |
| 2023-24  | Al-Arabi    | ?             | Kuwait SC   |
| 2024-25  | Kuwait SC   | 1-0           | Al-Arabi    |

### Vittorie per Club
| Club        | Vittorie |
| ----------- | -------- |
| Al-Arabi    | 10       |
| Kuwait SC   | 10       |
| Al-Qadisiya | 9        |
| Al-Salmiya  | 2        |
| Kazma       | 1        |